# NGC 5116
NGC 5116 este o galaxie spirală situată în constelația Părul Berenicei. A fost descoperită în 11 aprilie 1785 de către William Herschel. Se află la o distanță de 43,85 de megaparseci de Pământ.